# Ramosch
Ramosch (hasta 1943 oficialmente en alemán Remüs) era una comuna suiza del cantón de los Grisones, situada en el antiguo distrito del Eno, círculo de Ramosch, en el valle de Engadina. En la actualidad se encuentra integrada en la comuna de Valsot.

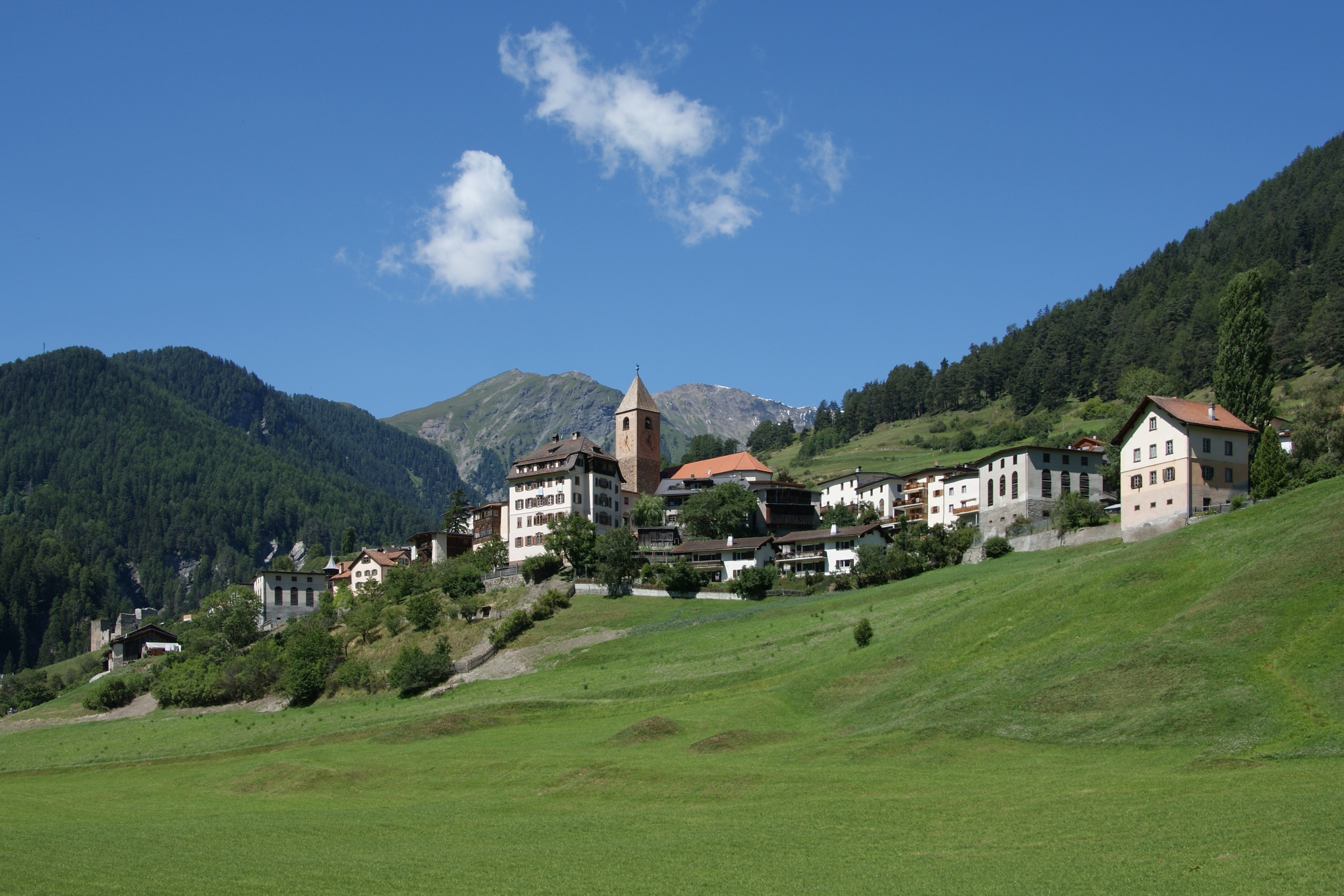
Ramosch